# Де-Спиллер, Дмитрий Александрович
Дми́трий Алекса́ндрович Де-Спи́ллер (род. в 1938 году, по другим данным в 1950-х) — русский советский писатель-фантаст. По профессии — физик (по другим данным математик), кандидат физико-математических наук. Живёт в Москве (по другим данным эмигрировал из СССР). 
Входил в группу «молодогвардейских» авторов. Первая научно-фантастическая публикация — «Удивительный Игви» (1974). Рассказы автора публиковались в журналах «Искатель» и «Техника — молодёжи», затем вышел сборник его рассказов «Поющие скалы» (1981). «Рассказы-гипотезы» автора слабы с литературной точки зрения, но очень оригинальны в плане моделирования фантастического окружения, и представляют собой типичную «игру в НФ» ученого-естественника, даже не помышляющего о художественном оформлении своих идей и гипотез.

### Книги
- Поющие скалы — М.: МГ, 1981. 208 с. — (Библиотека советской фантастики)

### Публикации
- Жёлтая электричка // ТМ, 1976. № 5. С. 60-62.
- Жёлтая электричка // Де-Спиллер Д. Поющие скалы. — М.: МГ, 1981. С. 110—120.
- Космоплан, который нигде // Де-Спиллер Д. Поющие скалы. — М.: МГ, 1981. С. 78-92.
- Межзвездные звоны // Искатель, 1983. № 2. С. 76-90.
- Невидимое послание // Де-Спиллер Д. Поющие скалы. — М.: МГ, 1981. С. 7-53.
- Открытие математика Матвеева // Фантастика 75-76. — М.: МГ, 1976. С. 225—236.
- Открытие математика Матвеева // Де-Спиллер Д. Поющие скалы. — М.: МГ, 1981. С. 92-110.
- Планета калейдоскопов // Де-Спиллер Д. Поющие скалы. — М.: МГ, 1981. С. 141—154.
- Побочный эффект // Де-Спиллер Д. Поющие скалы. — М.: МГ, 1981. С. 120—141.
- Поющие скалы // Де-Спиллер Д. Поющие скалы. — М.: МГ, 1981. С. 154—167.
- Раунды планеты Ксенос // Де-Спиллер Д. Поющие скалы. — М.: МГ, 1981. С. 167—181.
- Удивительный Игви // ТМ, 1974. № 7. С. 50-53.
- Удивительная Игви // Де-Спиллер Д. Поющие скалы. — М.: МГ, 1981. С. 53-63.
- Шахматный парничок // Де-Спиллер Д. Поющие скалы. — М.: МГ, 1981. С. 181—206.
- Шестикрылые осы // ТМ, 1975. № 10. С. 52-56.
- Шестикрылые осы // Де-Спиллер Д. Поющие скалы. — М.: МГ, 1981. С. 63-78.